# Liber monstrorum de diversis generibus
Le Liber monstrorum de diversis generibus (également connu sous le nom de Liber Monstrorum et de De monstris et beluis et De monstris, Beluis et Serpentibus,,) est un traité anonyme, peut être écrit par l’abbé Aldhelm de Malmesbury ou dans un environnement proche de celui-ci, étudiant les éléments prodigieux de la nature, avec une approche critique visant à valider ou non l’existence des différents monstres. Il a probablement été rédigé au milieu du VIIIe siècle dans le monde anglo-saxon. Le livre est divisé en trois parties, des presque humains (des races aux cas individuels), des animaux et des serpents, l’auteur évoquant des cas en Europe, en Afrique et en Asie.

## Contexte de création

### Datation
Les mentions des œuvres ou des événements antérieures permettent de fixer des dates minimales et maximales d’écriture du manuscrit. Dès le début du XXe siècle, Suzanne Backx propose au plus tôt la seconde moitié du VIIe siècle : le Liber date nécessairement à ce moment-là au plus tôt, du fait essentiellement de la mention d’Hygelac, issu de Beowulf. La date maximale est le IXe siècle, époque du plus ancien manuscrit connu. L’essai a été donc été composé entre le VIIe et le IXe siècle. Le philologue Antoine Thomas, suivi par d’autres auteurs, comme Edmond Faral et Antonella Sciancalepore, propose plus précisément comme datation la fin du VIIe siècle ou le début du VIIIe siècle,.

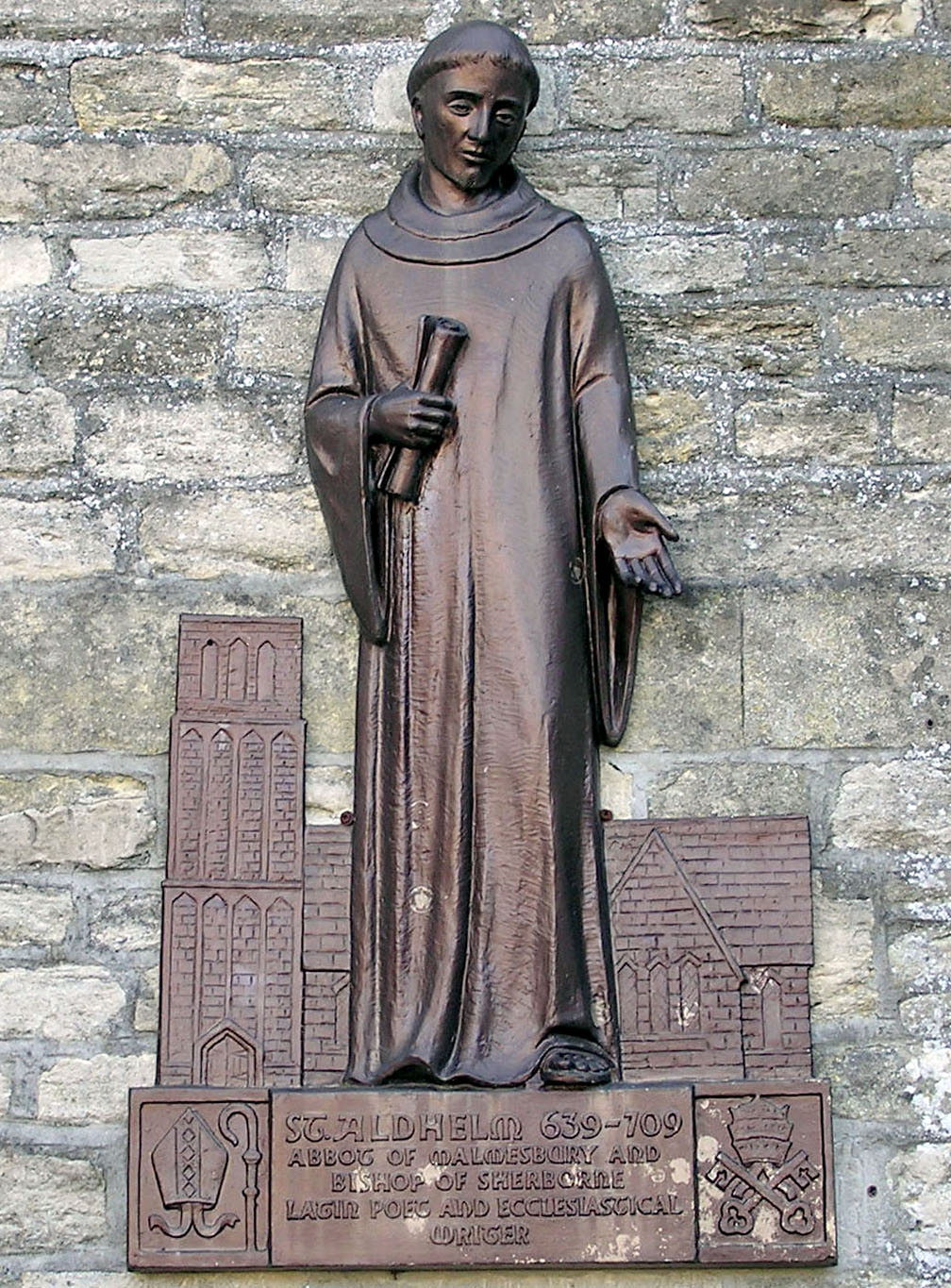
Plaque murale de saint Aldhelm, parfois identifié comme l’auteur du Liber.

### Auteur
L’auteur n’est pas connu. Le Wallon Thomas de Cantimpré, qui publie vers 1237 un Liber de Natura Rerum, donne comme source l’ouvrage d’un certain Audelinus qui pourrait être l’auteur du Liber Monstrorum. L’étude de l’ouvrage permet de cerner le profil de l’auteur. Il possédait une solide base culturelle antique et utilisait de nombreux auteurs tels que Pline et Solin. Cet essai a été vraisemblablement écrit dans le monde anglo-saxon. Certains chercheurs l’identifient à l’évêque Aldhelm de Malmesburry. Il s’agit d’une présomption non définitivement établie, fondée sur diverses hypothèses,.

### Destinataires
Dans les prologues, l’auteur interpelle un interlocuteur qui lui aurait demandé d’étudier la question dont le livre traite. Il a un objectif pédagogique et se veut être une étude de croyances. Il prévient, dans le prologue général, que nombre d’entre elles sont des « mensonges » et des « fictions fabuleuses ».
Il ne s’agit pas pour l’auteur d’utiliser l’existence de monstres pour prouver le pouvoir des démons et du Mal. Le livre ne s’inscrit pas non plus dans la lignée des bestiaires allégoriques de Dieu, à volonté moralisatrice, contrairement par exemple au Physiologus. Corrodano Bologna le considère comme un recueil des monstruosités, réalisé pour le plaisir de la lecture, dans l’objectif d’établir un catalogue. Jean-Claude Schmitt envisage également la volonté de réaliser un essai d’anthropologie « décrivant tous les écarts possibles (fussent-ils "incroyables") à la norme, pour mieux dire celle-ci, et finalement situer l'Homme dans la Nature ». L’auteur, quand il ne parvient pas à trancher sur la réalité d’un monstre, laisse au lecteur le soin de décider.

### Sources
L’auteur est issu d’une école monastique où les auteurs antiques comme Virgile, Ovide, Lucain et Servius sont connus. C’est en partant de l’interrogation de saint Augustin, « sed omnia genera hominum quae dicuntur esse credere non est necesse », que l’auteur construit son œuvre. Il reprend au saint les termes comme, de façon exhaustive, les exemples de créatures. Il s’appuie sur des ouvrages théologiques et des hagiographies d’autres auteurs chrétiens comme Jérôme et Isidore et encore sur les Recognitiones Clementinae. Parmi les sources du Liber figurent également les historiens du Bas-Empire, les ouvrages fantastiques sur Alexandre le Grand et les poèmes et œuvres philosophiques. L’artiste puise à la fois dans les matrices classiques et chrétiennes. Pour le premier livre, sur 56 notices, l’auteur a puisé à dix reprises chez saint Augustin, treize dans la Lettre à Adrien, et une vingtaine chez Virgile. Beowulf est une autre source de l’auteur,.

## Manuscrits

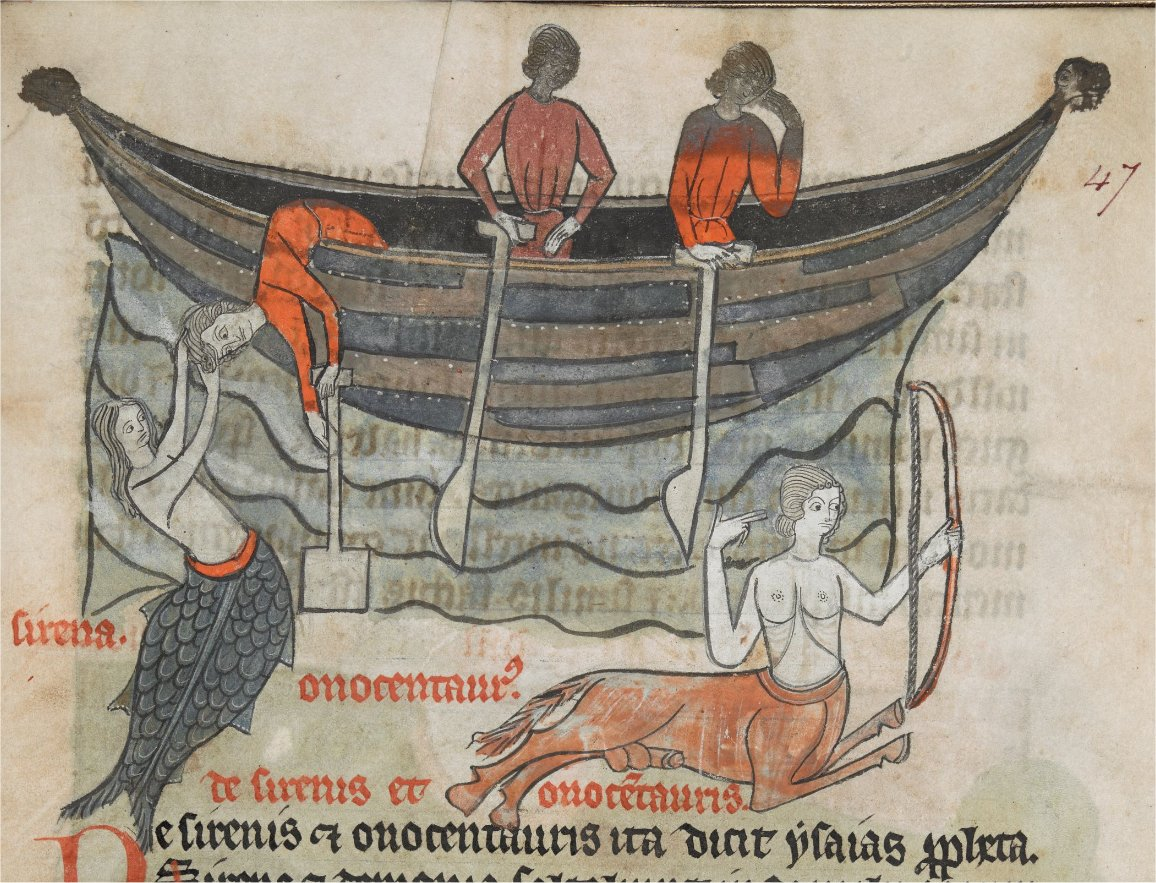
Image tirée d’un bestiaire du XIIIe siècle montrant, à gauche, une sirène attrape la tête d’un marin ; à droite un onocentaure tient un arc.

Les manuscrits qui nous sont parvenus sont tous datés entre le IXe et le XIe siècle :
- Bibliothèque du marquis de Rosanbo, f° 41, Xe siècle. Ce document appartenait autrefois à l’humaniste Pierre Pithou. Il est précédé des Fables de Phèdre. Il a été utilisé par Berger de Xivrey pour la première édition du Liber en 1836. Il est désormais l’exemplaire suivant :
- New York, Morgan Library and Museum, M. 906.
- Wolfenbüttel, ms4452, fol. 109, Herzog August Bibliothek, Xe siècle. Ce manuscrit, un peu plus récent que celui du comte de Rosanbo, se trouvait autrefois à l’abbaye de Wissembourg. Ces deux exemplaires ont été utilisés par Moritz Haupt pour son édition de 1863.
- Leide, Voss. lat. oct. 60, fol. 1, , IXe – Xe siècle. Cet exemplaire, probablement réalisé à partir d’un manuscrit irlandais ou anglo-saxon, a probablement appartenu à l’abbaye de Saint-Benoît-sur-Loire.
- British Museum, Roy. 15 B XIX, fol. 105 v°. Xe siècle.
- Saint-Gall, Bibliothèque de l’abbaye de Saint-Gall, 237[10].
- Michelsberg (Haute-Franconie) (Neues Archiv, XXI, 182), connu en 1483 (exemplaire disparu).
- Abbaye de Bobbio, Xe – XIe siècle (Becker, Calai. Bibl. ant., 32, 473 : de diver sis generïbus librum, et 619 : de diver sis gêner ibus monstrorum liber I) (deux exemplaires disparus)
- Cité du Vatican, Bibliothèque apostolique vaticane, ottob. lat. 259 [lire en ligne][11].

## Structure
L’ouvrage est structuré en trois tomes : le premier détaille les monstres humains, le second les bêtes et le dernier, les serpents. L’œuvre comporte également trois index, quatre prologues et trois épilogues (en gras, les éléments qui ne nous sont pas parvenus). La construction suit l’image de la sirène et des parties qui la composent, depuis la tête humaine jusqu’à la queue reptilienne. Le Liber est le premier manuscrit connu décrivant une sirène-poisson.
|                                           | Prologue général de l’ouvrage |       |                   |                             |
| Livre I : de monstris (Des monstres)      | Prologue du premier livre     | Index | Chapitres indexés | Épilogue du premier livre   |
| Livre II : de belvis (Des bêtes)          | Prologue du deuxième livre    | Index | Chapitres indexés | Épilogue du deuxième livre  |
| Livre III : de serpentibus (Des Serpents) | Prologue du troisième livre   | Index | Chapitres indexés | Épilogue du troisième livre |

### Liste des chapitres du livre I
| Titre                                        | Sujet                                           | Sources principales[réf. nécessaire]                                                                                     |
| 1. De utriusque sexus homine                 | Les hommes aux deux sexes                       | |
| 2. De Hygelaco Getorum rege                  | Le roi des Geates Chlochilaïc                   | Beowulf |
| 3. De Colosso cuius imago est Romae          | Le Colosse                                      | Probablement d’après un constat fait à Rome                                                                              |
| 4. De his qui habent VI digitos              | Ceux qui ont six doigts                         | Augustin, La cité de Dieu, XVI, 8-10                                                                                     |
| 5. De Faunis                                 | Les faunes                                      | Jérôme, Vita Sancti Pauli..., col. 23 ; Lucain, Orphée                                                                   |
| 6. De Sirenis                                | Les sirènes                                     | |
| 7. De Hippocentauris                         | Les hippocentaures                              | Jérôme, Vita Sancti Pauli..., col. 22-23                                                                                 |
| 8. De Homine duplici                         | L’homme double                                  | Augustin, id. 13 |
| 9. De Aethiopibus                            | Les Éthiopiens                                  | Virgile, Géorgiques, I, 231 et ss., III 354-5, 376-7, 382 ; Lettres à Adrien, 24,1 ; Pline,Histoire naturelle, II, 80, I |
| 10. De Onocentauris                          | Les onocentaures                                | Lettres à Adrien, 24,2                                                                                                   |
| 11. De Cyclopibus                            | Les cyclopes                                    | Virgile, Énéides, III, 621-79                                                                                            |
| 12. De Hercule                               | Hercule                                         | |
| 13. De ingenti puella                        | La fille immense                                | |
| 14. De Scylla                                | Scylla                                          | Virgile, Énéides, III ; 425 et ss. ; Bucoliques, VI, 75                                                                  |
| 15. De hominibus setosis                     | Les hommes poilus                               | Lettre d’Alexandre à Aristote                                                                                            |
| 16. De Cynocephalis                          | Les cynocéphales                                | Augustin, id. 9 |
| 17. De Sciapodis                             | Les Sciapodes                                   | Augustin, id. 7 |
| 18. De barbosis hominibus                    | Les hommes barbus                               | Lettres à Adrien, 16, 1                                                                                                  |
| 19. De commixto genere sexus                 | Une espèce sexuellement mixte                   | Augustin, id. 3 |
| 20. De magnis hominibus Brixontis            | Les grands hommes de Brixonte                   | Lettres à Adrien, 17, 3                                                                                                  |
| 21. De his qui tantum halitu vivunt          | Ceux qui vivent par le souffle                  | Augustin, id. 4 |
| 22. De barbosis mulieribus                   | Les femmes barbues                              | Lettres à Adrien, 21 |
| 23. De Pygmaeis                              | Les pygmées                                     | Augustin, id. 5 et autres pour le combat des Pygmées et des grues                                                        |
| 24. De Epifugis                              | Les hommes sans tête                            | Augustin, id. 8 ; Lettres à Adrien, 17, 5 ; Pline, Histoire naturelle, VII, 2 ; Isidore, Etymologiæ, XI, III, 17         |
| 25. De his qui lunatas habent plantas        |                                                 | Augustin, id. 11 |
| 26. De his qui crudam carnem manducant       | Ceux qui mangent de la viande crue              | Lettres à Adrien, 23 |
| 27. De foeminis quae quinquennes concipiunt  | Les femmes qui conçoivent à cinq ans            | Augustin, id. 6 |
| 28. De monstruosis mulieribus                | Les femmes monstrueuses                         | Lettres à Adrien, 22 |
| 29. De plantis retrocurvatis                 | Les pieds inversés                              | Augustin, id. 2 |
| 30. De montibus igneis                       | Les hommes noirs                                | Lettres à Adrien, 28, 3                                                                                                  |
| 31. De Caco Arcadiae                         | Cacus d’Arcadie                                 | Virgile, Énéides, VIII, 184-279                                                                                          |
| 32. De quodam inmani monstro                 | Un énorme monstre                               | |
| 33. De his qui manducant homines             | Ceux qui dévorent les hommes                    | Lettres à Adrien, 17, 3                                                                                                  |
| 34. De his qui tria capita habent            | Ceux qui ont trois têtes                        | |
| 35. De Protheo                               | Protée                                          | Virgile, Géorgiques, IV, 388 et ss.                                                                                      |
| 36. De his quorum oculi velut lucerna lucent | Ceux dont les yeux brillent comme des lanternes | Lettres à Adrien, 26, 5                                                                                                  |
| 36bis. De fabula Proserpine                  |                                                 | |
| 37. De Mida                                  | Midas                                           | Peut-être Ovide, Métamorphoses, XI, 100-104 ou Servius, Ad En., X, 142                                                   |
| 38. De Gorgonibus                            | Les gorgones                                    | Virgile, Énéides, VI, 289                                                                                                |
| 39. De Argo                                  | Argos                                           | Peut-être Ovide, Métamorphoses, I, 265                                                                                   |
| 40. De his qui omnibus linguis loquuntur     | Ceux qui parlent toutes les langues             | Lettres à Adrien, 26, 3                                                                                                  |
| 41. De monstris in Circia terra              | Les monstres du pays circéen                    | Virgile, Énéides, VII, 10-20                                                                                             |
| 42. De monstro nocturno                      | le monstre de la nuit                           | Virgile, Énéides, IV, 173-195                                                                                            |
| 43. De inmensis hominibus                    | Les hommes immenses                             | Lettres à Adrien, 26, 4                                                                                                  |
| 44. De Harpyiis                              | Les Harpies                                     | Virgile, Énéides, III, 209-269                                                                                           |
| 45. De Eumenidibus                           | Les Euménides                                   | Virgile, Énéides, VI, 280-281 ; Géorgiques, IV, 82-83                                                                    |
| 46- De Satyris et Incubonibus                | Les satyres et les incubes                      | Jérôme, Comm. d’Isaïe (col. 163)                                                                                         |
| 47. De Tityo                                 | Tityos                                          | Virgile, Énéides, VI, 595-600                                                                                            |
| 48. De Aegaeone                              | Égéon                                           | Virgile, Énéides, X, 565-568                                                                                             |
| 49. De Dracontopedibus                       | Les dracontopodes                               | Rufin, Recognitiones Clementinæ, I, 29                                                                                   |
| 50. De Minotauro                             | Le Minotaure                                    | Virgile, Énéides, V, 588 et ss., VI, 25                                                                                  |
| 51. De Eryce                                 | Éryx                                            | Virgile, Énéides, V, 392-404                                                                                             |
| 52. De Tritone                               | Triton                                          | Virgile, Énéides, X, 209-212                                                                                             |
| 53. De Antipodis                             | Les Antipodes                                   | Augustin, id. 9 |
| 54. De Gigantibus                            | Les Géants                                      | |
| 55. De Alloidis                              | Les Aloades                                     | Virgile, Énéides, X, 582-584                                                                                             |
| 56. De Orione                                | Orion                                           | Virgile, Énéides, X, 763-767                                                                                             |

### Liste des chapitres du livre II
| 1.De leone                                       | Les lions                                    |
| 2. De elephantis                                 | Les éléphants                                |
| 3. De onagris                                    | Les onagres                                  |
| 4. De tigribus                                   | Les tigres                                   |
| 5. De lyncibus                                   | Les lynx                                     |
| 6. De pardis                                     | Les léopards                                 |
| 7. De pantheris                                  | Les panthères                                |
| 8. De belve Lernae                               | La bête de Lerne                             |
| 9. De hippotamis                                 | Les hippopotames                             |
| 10. De bestiis quae habent bina capita           | Les bêtes à deux têtes                       |
| 11. De Chimaera                                  | La Chimère                                   |
| 12. De Aeternis Indiae belvis                    | Les bêtes éternelles de l’Inde               |
| 13. De conopenis                                 | Les conopènes                                |
| 14. De Cerbero                                   | Cerbère                                      |
| 15. De formicis magnis                           | Les grosses fourmis                          |
| 16. De dente tyranno belve Indiae                | La Dent du Tyran, bête de l’Inde             |
| 17. De hippotamis                                | Les hippopotames                             |
| 18. De leopardis                                 | Les léopards                                 |
| 19. De caeruleis canibus                         | Les chiens azur                              |
| 20. De nocturnis prodigiis                       | Les merveilles nocturnes                     |
| 21. De belvis Nili fluminis                      | Les bêtes du Nil                             |
| 22. De belva quae habuit bina capita             | La bête à deux têtes                         |
| 23. De bestia venenosa                           | La bête venimeuse                            |
| 24. De autolope                                  | L’autolope                                   |
| 25. De corcodrillis                              | Les crocodiles                               |
| 26. De ballaena                                  | La baleine                                   |
| 27. De belvis quae sunt in Gange                 | Les bêtes du Gange                           |
| 28. De bipedibus equis                           | Les chevaux bipèdes                          |
| 29. De muribus vulpium statura                   | Des souris aussi grosses que des renards     |
| 30. De omni genere bestiarum                     | Des bêtes de toutes sortes                   |
| 31. De caelesticibus                             | Les célestes                                 |
| 32. De belvis Tyrrheni maris                     | Les bêtes de la mer Tyrrhénienne             |
| 33. De tauris ignem flantibus                    | Les taureaux cracheurs de feu                |
| 34. De belvis Indiae quae duplices habent caudas | Les bêtes de l’Inde qui ont une double queue |
| Finiunt capitula belvarum                        | Les chapitres des bêtes se terminent         |

### Liste des chapitres du livre III
| 1. De Lernaeo angue                                                  | Le serpent de Lerne                                       |
| 2. De seroentibus Assyriorum                                         | Le serpent d’Assyrie                                      |
| 3. De Hydra                                                          | L’Hydre                                                   |
| 4. De serpentibus staribus                                           | Les serpents stares                                       |
| 5. De angue mirae magnitudinis                                       | Le serpent d’une taille étonnante                         |
| 6. De serpentibus cum quibus nascitur piper album                    | Les serpents d’où naît le poivre blanc                    |
| 7. De serpentibus qui habent bina cristata capita                    | Serpents à deux têtes couronnées                          |
| 8. De serpente in Sicilia                                            | Le serpent de Sicile                                      |
| 9. De serpente cuius corium CXX pedes longitudinis habere perhibetur | Le serpent dont la peau mesurait cent vingt pieds de long |
| 10. De geminibus serpentibus in Troiae excidio                       | Les Serpents Jumeaux dans la Destruction de Troie         |
| 11. De serpentibus in valle Iordia                                   | Les serpents de la vallée de Iorda                        |
| 12. De serpente setoso                                               | Le serpent poilu                                          |
| 13. De atra Styge                                                    | Le Styx noir                                              |
| 14-De salamandra                                                     | La salamandre                                             |
| 15. De cerastis                                                      | Le ceraste                                                |
| 16. De chelydris                                                     | Des chélydres                                             |
| 17. De colubro                                                       | La couleuvre                                              |
| 18. De vipera                                                        | La vipère                                                 |
| 19. De serpentibus atrocissimi generis                               | Des serpents de l’espèce la plus atroce                   |
| 20. De anguibus ab Hercule elisis                                    | Les serpents étranglés par Hercule                        |
| 21. De hydris                                                        | Des hydres                                                |
| 22. De aspide                                                        | De l’aspide                                               |
| 23. De anguibus Cleopatrae                                           | Les Serpents de Cléopâtre                                 |
| 24. De serpentibus apud Inferos                                      | Les serpents des Enfers                                   |
| Finiunt capitula serpentium                                          | Les chapitres des serpents se terminent                   |

## Sources

### Éditions scientifiques
- Liber monstrorum de diversis generibus, éd. Corrado Bolognea Milan, Bompiani 1977.
- Liber monstrorum (IXe siècle), Introduction, édition critique, traduction, notes et commentaire, éd. F. Porsia, Naples, Liguori Editore, 2012.
- Liber monstrorum, éd. F. Porsia, Bari, « Dedalo », 1976.
- Liber Monstrorum: the Monsters and the Scholar; an edition and critical study of the Liber Monstrorum, éd. Douglas R. Butturff, Ph. D. thesis, Illinois, 1968[12].